# Chike Van De Ven
Chike Van De Ven (28 mei 2007) is een Belgisch voetballer die bij voorkeur als aanvaller speelt. Hij speelt bij OH Leuven. Hij is de broer van Terry Van De Ven.

## Clubcarrière
Van De Ven is afkomstig uit de jeugdopleiding van OH Leuven. Op 4 december 2024 debuteerde hij in de Croky Cup tegen SV Zulte Waregem. Hij viel na 86 minuten in voor Konan N'Dri.